# Anne Glover (biologiste)
Pour les articles homonymes, voir Anne Glover et Glover.
Compléments
présidente de la Royal Society of Edinburgh (2018-?)
Anne Glover, née le 19 avril 1956 à Arbroath en Écosse, est une biologiste écossaise, professeure émérite de biologie moléculaire et cellulaire de l'université d'Aberdeen.

## Biographie
Nommée en 2006 conseillère scientifique de l’Écosse, elle est, entre début 2012 et fin 2014, conseillère scientifique principale auprès de président de la Commission européenne,. Ce poste, auparavant inexistant, a été créé à la demande du président José Manuel Barroso, qui a lui-même dirigé l’entretien avec les scientifiques en lice pour le poste,. Anne Glover rejoint donc la Commission européenne le 1er janvier 2012 en tant que première conseillère scientifique principale du président. Son mandat, lié à celui du président, expire à la fin de 2014. À l'issue du second mandat de José Manuel Barroso, le nouveau président de la Commission, Jean-Claude Juncker décide de ne pas reconduire Anne Glover dans sa fonction.

## Fonctions
En 2016, elle est nommée membre de la Royal Society. Elle est élue membre en 2005 et présidente de 2018 à 2022 de la Royal Society of Edinburgh

## Prise de positions
Glover s'est montré à plusieurs reprises en faveur de la culture des OGM, critiquant les pays européens ayant imposé un moratoire sur le MON 810 ou tout autre plante génétiquement modifiée ,.